# 近藤和也
近藤 和也（こんどう かずや、1973年12月12日 - ）は、日本の政治家。立憲民主党所属の衆議院議員（4期）、立憲民主党石川県総支部連合会代表。

## 来歴
石川県鹿島郡鹿島町（現・中能登町）出身。父親はタクシー運転手で、母親は保育士だった。鹿島町立滝尾小学校、鹿島町立鹿島中学校卒業。中学時代に政治家を志した。1992年3月、石川県立七尾高等学校卒業。同年、代々木ゼミナール京都校に入り、寮生活を送る。1993年、京都大学経済学部に入学。大学4年のとき（1996年）、自民党衆議院議員の瓦力が衆院選・石川3区から立候補。瓦の選挙を手伝った際に知り合った女性とのちに結婚した。1997年3月、同大学卒業。同年4月、野村證券に就職。
2006年春、民主党は翌年の参院選候補者公募を発表。新聞の広告で知った近藤は応募し、合格。
2007年7月の参院選・石川県選挙区には元衆議院議員の一川保夫が立候補することが決まり、民主党石川県連は同年6月16日、金沢都ホテルで開いた幹事会で、衆院選・石川3区の公認候補内定者として、近藤を擁立することで合意した。同年、近藤は退職した。

### 衆議院議員へ
2009年8月30日の第45回衆議院議員総選挙に石川3区から民主党公認で初出馬し、自由民主党前職の北村茂男を破って初当選した。
石川3区は奥田敬和系の新進石川の勢力も及ばない自民王国と言われていたが、全国的な自民党への逆風に加えて、引退を表明した前自民党代議士瓦力の「後継者はいない」発言をはじめとした自民候補の北村に対する一部の自民党支持者の離反に乗じ、小選挙区で勝利を収めた。これにより石川3区は中選挙区時代も含め、55年体制以降の半世紀以上にわたる自民党独占が崩れた。
2010年9月の民主党代表選では投票直前まで明言を避けたものの、前回代表選に引き続き菅に投票した。
2012年12月16日の第46回衆議院議員総選挙に石川3区から民主党公認で出馬したが、前回より4万票近く得票を減らし、自民の北村に敗れ比例復活もならず落選した。
2013年3月30日、一川保夫参議院議員は前年の衆院選惨敗の責任をとり、民主党石川県連代表を辞任。同日、一川の後任として県連代表に就任した。
2014年12月14日の第47回衆議院議員総選挙に石川3区から再び民主党公認で出馬。選挙区で再び落選し、惜敗率90%超まで迫ったものの比例復活も叶わなかった。
2回連続で落選したことで、「選挙に弱い人間が組織を引っ張れるのかという思いがある」と述べ民主党県連代表の辞意を表明したが、最終的に周囲の反対に押し切られ留任。

### 民進党・希望の党
2015年12月、弁護士の柴田未来が民主党・社民党の後押しを受け、次期参院選の石川県選挙区に立候補する意向を表明。
2016年3月27日、民進党が結党。近藤は同党県連代表として民共共闘を進める。同年4月、共産党は参院選予定候補を取り下げ、野党統一候補が実現するが、7月の参院選に無所属で立候補した柴田は次点で落選した。
2017年9月28日、民進党は希望の党への合流を決定。同年10月3日、希望の党は衆院選の第1次公認192人を発表。近藤もその中に含まれた。同年10月22日の第48回衆議院議員総選挙に希望の党公認で立候補し、小選挙区では、自民党の新人で瓦の元秘書である西田昭二が初当選した。希望の党は比例北陸信越ブロックで3議席を獲得。1番目の惜敗率（97.38％）だった近藤は比例復活により2期目の当選を果たした。

### 国民民主党・新立憲民主党
2018年5月7日、民進党と希望の党の合流により結党された国民民主党に参加、国民民主党の会計監査に就任した。
2020年8月19日、国民民主党は両院議員総会を開き、立憲民主党と合流し新党を結成する案を賛成多数で可決。近藤は、自身の合流不参加と「分党」を表明した玉木雄一郎代表に対し「リーダーの責任は重い。玉木氏には新党に参加してほしい」と翻意を促すが、玉木の決意はかたかった。8月22日、国民民主党石川県連の常任幹事会が開かれ、近藤は合流新党に参加する方針を明らかにした。同年9月10日に行われた合流新党の代表選挙では泉健太の推薦人に名を連ねた。10月4日、新「立憲民主党」石川県連の設立大会が開かれ、近藤が代表に就任した。
2021年10月31日に行われた第49回衆議院議員総選挙に立憲民主党公認で立候補。小選挙区では自民党公認の西田昭二が当選。立憲民主党は比例北陸信越ブロックで3議席を獲得。1番目の惜敗率（95.11％）だった近藤は比例復活により3選。11月30日、枝野幸男代表の辞任に伴う代表選挙が執行。近藤は同選挙で小川淳也の推薦人に名を連ねた。1回目の投票では小川に投じ、決選投票では泉健太に投じた。

### 2024年衆議院議員選挙
2024年9月30日、石破茂自民党総裁は総裁選期間中の発言を反故にし、衆議院の早期解散を表明した。10月15日、第50回衆議院議員総選挙公示。石破の決断と表明は、地震からの復旧も道半ばだった能登が豪雨に襲われてからわずか9日後のことであったため、近藤は選挙期間中、「与野党が力を合わせないといけない時に、なんで選挙なんだ」と批判。「能登をだら（ばか）にするな」と訴えた。選挙用のたすきはかけず、防災服を着て被災地を回った。10月17日に読売新聞が序盤情勢を発表。「近藤と西田による横一線の戦い」と報じた。自民党は裏金問題や統一教会問題、10月23日に発覚した非公認候補への2000万円支給問題などで逆風が吹き荒れた。10月27日、総選挙執行。投票締め切りの20時からほどなくNHKは近藤の当選確実を報じ、近藤は4期目の当選を果たした。自民党は比例北陸信越ブロックで4議席を獲得。単独1位に登載された国定勇人を除く3議席のうち、3番目の惜敗率だった西田昭二が比例復活で当選した。

## 政策・主張

### 憲法
- 憲法改正についての各メディアのアンケートの結果は以下のとおり。
  - 2017年 - 朝日新聞社には「どちらかといえば賛成」と回答[48]。
  - 2021年 - 朝日新聞社には「どちらとも言えない」と回答[49]。
  - 2024年 - NHKには「賛成」と回答[50]。

- 9条改憲について、2014年の毎日新聞社のアンケートで「反対」と回答[51]。憲法9条への自衛隊の明記について、2021年のアンケートで「反対」と回答[52]。
- 憲法を改正し緊急事態条項を設けることについて、2021年の毎日新聞社のアンケートで「反対」と回答[53]。

### 外交・安全保障
- 安全保障関連法の成立について、2017年のアンケートで「評価しない」と回答[48]。
- 「他国からの攻撃が予想される場合には敵基地攻撃もためらうべきではない」との問題提起に対し、2021年のアンケートで「どちらとも言えない」と回答[49]。
- 「北朝鮮に対しては対話よりも圧力を優先すべきだ」との問題提起に対し、2017年のアンケートで「どちらかと言えば反対」と回答[48]。2021年のアンケートで「どちらとも言えない」と回答[49]。
- 普天間基地の辺野古移設について、2021年のアンケートで「どちらとも言えない」と回答[49]。
- 徴用工訴訟などの歴史問題をめぐる日韓の関係悪化についてどう考えるかとの問いに対し、2021年の毎日新聞社のアンケートで「より柔軟な態度で臨む」と回答[53]。
- 日本による過去の植民地支配と侵略を認めて謝罪した「村山談話」の見直し論議について、2014年の毎日新聞社のアンケートで「見直すべきでない」と回答[51]。
- 従軍慰安婦に対する旧日本軍の関与を認めた「河野談話」の見直し論議について、2014年の毎日新聞社のアンケートで「見直すべきでない」と回答[51]。

### ジェンダー
- 選択的夫婦別姓制度の導入についての各メディアのアンケートの結果は以下のとおり。
  - 2017年 - 朝日新聞社には「どちらかといえば賛成」と回答[48]。
  - 2021年 - 朝日新聞社には「賛成」と回答[49]。
  - 2024年 - NHKには「賛成」と回答[50]。

- 同性婚を可能とする法改正についての各メディアのアンケートの結果は以下のとおり。
  - 2017年 - 朝日新聞社には「どちらかといえば賛成」と回答[48]
  - 2021年 - 朝日新聞社には[52]。「同性婚を制度として認めるべきだと考るか」との毎日新聞社のアンケートに対し、「認めるべきだ」と回答[53]。
  - 2024年 - NHKには「賛成」と回答[50]。

- 「LGBTなど性的少数者をめぐる理解増進法案を早期に成立させるべきか」との問題提起に対し、2021年のアンケートで「どちらかといえば賛成」と回答[49]。
- クオータ制の導入について、2021年のNHKのアンケートで「どちらかといえば賛成」と回答[52]。2024年のNHKのアンケートで「賛成」と回答[50]。

### その他
- 「原子力発電への依存度について今後どうするべきか」との問題提起に対し、2021年のNHKのアンケートで「下げるべき」と回答[52]。
- アベノミクスについて、2017年のアンケートで「評価しない」と回答[48]。
- 安倍内閣による森友学園問題・加計学園問題への対応について、2017年のアンケートで「評価しない」と回答[48]。
- 森友学園への国有地売却をめぐる公文書改竄問題で、2021年5月6日、国は「赤木ファイル」の存在を初めて認めた[54]。しかし5月13日、菅義偉首相はファイルの存在を踏まえた再調査を行わない考えを報道各社に書面で示した[55]。9月の自民党総裁選挙で総裁に選出された岸田文雄も10月11日、衆議院本会議の代表質問で再調査の実施を否定した[56]。国の対応をどう考えるかとの同年の毎日新聞社のアンケートに対し「さらに調査や説明をすべきだ」と回答[53]。
- 「『道徳』を小中学校の授業で教え、子供を評価することに賛成か、反対か」との問いに対し、2014年の毎日新聞社のアンケートで「反対」と回答[51]。

## エピソード
- 当選1期目の頃、網屋信介や今井雅人らとともに「金融ボーイズ」を自称して名乗り活動[57]。予算委員会[58]、財政金融委員会[59]、農林水産委員会[60]を主な所属とし、党務としては代表選挙で支援した菅直人の下、政調会長補佐や事業仕訳人に抜擢された[61]。
- 大学時代から「麻雀帝王」と呼ばれるほどの腕前とされる[62]。
- 当選直後のブログ上で親族以外の葬儀に参列せず、弔電等も一切出さないことを公表し、支持者から「顔が見えない」と批判された[63][64]。
- 2009年11月、陳情に来た奥能登地域の首長に対して「鎧を脱いでもらいたい」と各自治体での自民党支部の支部長職や役職の辞職を迫ったものの、逆に支援を受けた「身内」である労組出身の首長や議員の反発を買った[65][63][66]。
- 県連代表として臨んだ2016年の参院選で、野党共闘の新人候補の宗教活動に関して批判的な報道がされたとき、県連として文書回答を拒否した[67][68]。

## 選挙歴
| 当落 | 選挙                   | 執行日         | 年齢 | 選挙区      | 政党       | 得票数    | 得票率 | 定数 | 得票順位 /候補者数 | 政党内比例順位 /政党当選者数 |
| ---- | ---------------------- | -------------- | ---- | ----------- | ---------- | --------- | ------ | ---- | ------------------ | ---------------------------- |
| 当   | 第45回衆議院議員総選挙 | 2009年08月30日 | 35   | 石川県第3区 | 民主党     | 10万832票 | 49.85% | 1    | 1/3                | /                            |
| 落   | 第46回衆議院議員総選挙 | 2012年12月16日 | 39   | 石川県第3区 | 民主党     | 6万2543票 | 38.15% | 1    | 2/3                | /                            |
| 落   | 第47回衆議院議員総選挙 | 2014年12月14日 | 41   | 石川県第3区 | 民主党     | 6万4940票 | 45.08% | 1    | 2/3                | /                            |
| 比当 | 第48回衆議院議員総選挙 | 2017年10月22日 | 43   | 石川県第3区 | 希望の党   | 7万8306票 | 47.77% | 1    | 2/3                | 1/2                          |
| 比当 | 第49回衆議院議員総選挙 | 2021年10月31日 | 47   | 石川県第3区 | 立憲民主党 | 7万6747票 | 48.26% | 1    | 2/3                | 1/3                          |
| 当   | 第50回衆議院議員総選挙 | 2024年10月27日 | 50   | 石川県第3区 | 立憲民主党 | 7万7247票 | 54.40% | 1    | 1/3                | /                            |